# Begonia sect. Diploclinium
Begonia sect. Diploclinium  es una sección del género Begonia, perteneciente a la familia de las begoniáceas, a la cual pertenecen las siguientes especies:

## Especies
| - Begonia acaulis - Begonia aceroides - Begonia acuminatissima - Begonia acutitepala - Begonia adscendens - Begonia alba - Begonia alvarezii - Begonia alveolata - Begonia anisoptera - Begonia arboreta - Begonia arnottiana - Begonia asperifolia - Begonia bartlettiana - Begonia beccarii - Begonia biliranensis - Begonia brassii - Begonia caespitosa - Begonia calcarea - Begonia calcicola - Begonia castilloi - Begonia cavaleriei - Begonia cehengensis - Begonia chloroneura - Begonia clavicaulis - Begonia collisiae - Begonia colorata - Begonia concanensis - Begonia copelandii - Begonia coptidimontana - Begonia cordifolia - Begonia coronensis - Begonia dentatobracteata - Begonia dioica - Begonia diwolii - Begonia elmeri - Begonia fenicis - Begonia festiva - Begonia fimbristipula - Begonia flagellaris - Begonia fordii - Begonia garrettii - Begonia geoffrayi - Begonia gitingensis - Begonia glechomifolia - Begonia grandis | - Begonia guishanensis - Begonia gulinqingensis - Begonia havilandii - Begonia hernandioides - Begonia hymenocarpa - Begonia hymenophylloides - Begonia imitans - Begonia incerta - Begonia incondita - Begonia inversa - Begonia ionophylla - Begonia isabelensis - Begonia josephii - Begonia kaniensis - Begonia kerrii - Begonia klemmei - Begonia labordei - Begonia lancilimba - Begonia lansbergeae - Begonia leptoptera - Begonia longinoda - Begonia longiscapa - Begonia longovillosa - Begonia lukuana - Begonia lushaiensis - Begonia luzonensis - Begonia malipoensis - Begonia manillensis - Begonia mindorensis - Begonia minicarpa - Begonia minjemensis - Begonia miranda - Begonia modestiflora - Begonia morifolia - Begonia moulmeinensis - Begonia muliensis - Begonia murina - Begonia neopurpurea - Begonia nigritarum - Begonia notata - Begonia nymphaeifolia - Begonia obsolescens - Begonia obtusifolia - Begonia oligandra - Begonia orbiculata - Begonia ovatifolia - Begonia parva | - Begonia parvuliflora - Begonia pedunculosa - Begonia peltatifolia - Begonia picta - Begonia pinamalayensis - Begonia putii - Begonia pyrrha - Begonia ravenii - Begonia rongjiangensis - Begonia rotundilimba - Begonia rubella - Begonia ruboides - Begonia rubrifolia - Begonia rufipila - Begonia satrapis - Begonia saxifragifolia - Begonia scintillans - Begonia serpens - Begonia setifolia - Begonia sharpeana - Begonia sino-vietnamica - Begonia soluta - Begonia subcyclophylla - Begonia sublobata - Begonia subnummularifolia - Begonia suborbiculata - Begonia subperfoliata - Begonia subviridis - Begonia summoglabra - Begonia surculigera - Begonia taiwaniana - Begonia taliensis - Begonia tayabensis - Begonia tonkinensis - Begonia tribenensis - Begonia vanoverberghii - Begonia vitensis - Begonia wadei - Begonia wangii - Begonia wengeri - Begonia wenshanensis - Begonia woodii - Begonia xingyiensis - Begonia xishuiensis - Begonia yappii - Begonia yui - Begonia yunnanensis |